# Порета Терме (Болоња)
Порета Терме (итал. Porretta Terme) је насеље у Италији у округу Болоња, региону Емилија-Ромања.
Према процени из 2011. у насељу је живело 3632 становника. Насеље се налази на надморској висини од 342 м.

## Становништво
| 1936. | 1951. | 1961. | 1971. | 1981. | 1991. | 2001. | 2011. |
| ----- | ----- | ----- | ----- | ----- | ----- | ----- | ----- |
| 5.227 | 5.598 | 5.438 | 5.277 | 5.063 | 4.665 | 4.646 | 4.735 |

## Партнерски градови
- Village of Columbus and Camp Furlong, Ollioules